# Карельская улица (Казань)
Карельская улица (тат. Карелия урамы, Kareliä uramı) — улица в историческом районе Адмиралтейская слобода Кировского района Казани.

## География
Пересекается со следующими улицами:
- Большая улица[вд]
- Чистоозёрская улица

## История
Возникла не позднее 2-й половины XIX века. До революции 1917 года состояла из двух частей: часть улицы севернее Чистоозёрской улицы носила название улица Тулуповка; оставшаяся часть называлась улицей Тимофеевка; обе улицы относилась к 6-й полицейской части. Во второй половине 1920-х гг. улицы были объединены в улицу Тулуповка. Современное название присвоено 14 июня 1961 года.
На 1939 год на улице имелось около 60 домовладений: № 1-55/41 по нечётной стороне и № 2/85-24/16, 28/9-58 по чётной.
В первые годы советской власти административно относилась к 6-й части города; после введения в городе административных районов относилась к Заречному (с 1931 года Пролетарскому, с 1935 года Кировскому) району.

## Примечательные объекты, организации
- В доме № 21 в 1930—1940-е годы располагался химзавод промкомбината Наркомместпрома ТАССР.[16]

## Известные жители
- В доме № 12 проживала композитор Сара Садыкова.[17]